# Die Antigone des Sophokles nach der Hölderlinschen Übertragung für die Bühne bearbeitet von Brecht
Die Antigone des Sophokles nach der Hölderlinschen Übertragung für die Bühne bearbeitet von Brecht (Kurztitel: Antigone) ist ein Film von Jean-Marie Straub und Danièle Huillet aus dem Jahr 1992.

## Handlung
Gekleidet in antike Kostüme und agierend in der Arena eines Amphitheaters rezitieren die Darsteller das Theaterstück Die Antigone des Sophokles von Bertolt Brecht.

## Inszenierung
Die bei „Verfilmungen“ literarischer Stoffe meist übliche Ersetzung von Beschreibungen oder auch Dialogen in „Aktion“ gibt es in Straub-Huillets Antigone-Film – abgesehen von wenigen ausdrucksstarken Gesten und den Auftritten und Abgängen der Figuren – nicht. „Die Aktionen (selbst) bleiben unsichtbar, doch indem von ihnen, sie androhend – der Tyrann Kreon –, sie erzählend – die Boten –, sie kommentierend – der Chor –, sie weissagend – der blinde Seher Tiresias –, so vielgestaltig gesprochen wird, kann sie der Zuschauer ... scharf und tief halluzinieren.“ So hat es Peter Handke beschrieben und dann besonders hervorgehoben das Sprechen von „Astrid Ofner als die Antigone mit ihrer stolzen und immer stolzeren Halsstarrigkeit.“ Handke schreibt: „So entspricht der Film ... vollkommen der Gestalt der Sophokleischen Tragödie.“
Alle Einstellungen des Films wurden aus nur zwei Kamerapositionen gedreht. Die Kamera war dabei jeweils etwas seitlich der durch Steinplatten markierten Linie platziert, die die beiden Enden der halbkreisförmig angelegten Zuschauerränge verbindet. In der einen Position stand die Kamera ungefähr auf Augenhöhe der Figuren, in der zweiten nahm sie das Geschehen von einem Turmgerüst aus einer Höhe von vier Metern auf. Von der Kamera aus gesehen schräg rechts steht der Chor, die vier Alten, von der Kamera aus gesehen schräg links treten alle übrigen Figuren auf. Variationen ergeben sich aus den Aufnahmewinkeln der Kamera und – von Nahaufnahme bis Totale – den jeweiligen Einstellungsgrößen sowie aus der Blickrichtung der Figuren; meist sprechen sie in Richtung des, dann jeweils unsichtbaren, Chors, manchmal frontal in Richtung der Kamera.
Wie in all ihren Filmen nahmen Straub-Huillet Bild und Ton immer synchron auf, den Ton also – die Stimmen der Darsteller und ebenso die Geräuschkulisse des Ortes – als „Direktton“. Der hierdurch erreichte Klang stellt sich für den Filmhistoriker Benoît Turquety so dar: „Wie die Verse gesprochen werden, wird durch das Gesagte bestimmt – aber ebenso, und damit untrennbar verbunden, durch die Körperhaltung der Darsteller im Moment des Sprechens, durch ihre getragene Kleidung, durch die Wucht des Windes und den Resonanzraum des Amphitheaters.“

## Hintergrund
- Nach Der Tod des Empedokles (1987) und Schwarze Sünde (1989) bildete der Antigone-Film den Abschluss der filmischen Beschäftigung Straub-Huillets mit Friedrich Hölderlin.
- Den Text des Theaterstücks in der Bühnenfassung von Bertolt Brecht haben Straub-Huillet für ihren Film aufgeteilt auf 147 Einstellungen – mit einer Ausnahme: Brechts Hinzufügung, den das Stück aktualisierenden Prolog, haben Straub-Huillet nicht übernommen. – Ansonsten folgen Straub-Huillet vollständig dem Text Brechts. So sind alle anderen „Aktualisierungen“, die Brecht 1948 an Hölderlins Übertragung des Sophokles-Stücks vorgenommen hat – zum Beispiel die Anrede Kreons als „mein Führer“ durch den Wächter – und die über eine Bearbeitung für die Bühne hinausgehen, im Film erhalten geblieben.

## Produktion
Teil der Probenarbeit war beim Antigone-Film die Einrichtung der Szenen für einige wenige Theateraufführungen. Diese fanden im Mai 1991 auf der Probebühne der Schaubühne Berlin statt.
Im Anschluss an die Proben des Textes begannen, im Sommer 1991, die Dreharbeiten auf Sizilien. Sie erstreckten sich über einen Zeitraum von fünf Wochen. Drehort war das antike, im 3. Jahrhundert v. Chr. angelegte „Teatro di Segesta“. Das gesamte Theaterstück wurde dort im Amphitheater einmalig am 14. August 1991 aufgeführt.
Die Uraufführung des Films war im Februar 1992 in der Sektion „Panorama“ der Berlinale. Die dort aufgeführte Fassung war 100 Minuten lang und wurde für die von der Edition Manfred Salzgeber verliehenen Kopien benutzt.
Später erstellten Straub-Huillet eine zweite Schnittfassung des Films. Diese für die französisch untertitelten Kopien benutzte Version verwendet andere Takes derselben Einstellungen und ist 94 Minuten lang.

## Rezeption
Die zwei Weisen, in denen die Filme Straub-Huillets wahrgenommen werden und die existieren, seit die beiden Filme gemacht haben, werden zum Ausdruck gebracht auf zwei miteinander verlinkten Websites von „Filmdienst“. Auf der „Überblick“-Website zu Antigone heißt es: „Ein schwieriger Film, der viel Geduld erfordert“. In der Kritik von Olaf Möller heißt es: „Antigone (ist) Kino in blendender Reinheit“.